# Pedrera
Pedrera es un municipio de la provincia de Sevilla, comunidad autónoma de Andalucía, España. Se reconoce como gentilicio oficial «pedrereño/a». Su nombre es sinónimo de «cantera» ya que en esta localidad se hallan unas importantes y productivas canteras. Es localidad de paso del Camino de la Frontera hacia Santiago de Compostela.

## Geografía
Sus coordenadas geográficas son 37° 13′ N, 4° 53′ O. El municipio está situado en la mancomunidad de Sierra Sur-el Peñón. Se encuentra situada a una altitud de 460 m s. n. m. y a 110 km de la capital de provincia, Sevilla.
El término municipal limita con los siguientes municipios:
|               | Estepa (8 km)             |                              |
| Gilena (4 km) |                           | La Roda de Andalucía (12 km) |
|               | Martín de la Jara (13 km) |                              |

## Símbolos
El escudo y la bandera de Pedrera se definen:
«Escudo cuadrilongo de base redondeada. En campo de oro, catorce balas de cañón circulares, de sable, puestas tres, tres, cuatro, cuatro, de arriba abajo, superadas por cuatro columnas sumadas de un frontón curvo, de azur, fileteado de sable y aclarado de plata, acompañados de dos gumías curvas, bajas, desnudas y afrontadas, de azur guarnecidas de sable.»
«Bandera rectangular de proporciones 2:3, con una banda que la cruza en diagonal desde lo alto del asta al bajo del batiente, en color negro de anchura igual a 1/10 del ancho de la bandera. La zona triangular izquierda, y por tanto inferior, lucirá el color verde. La parte superior derecha tendrá color blanco. Centrado y sobrepuesto el escudo municipal.» 

## Geografía humana

### Demografía
Cuenta con una población de 5085 habitantes (INE 2024).
| Gráfica de evolución demográfica de Pedrera entre 1842 y 2021                                                         |
| |
| Población de derecho según los censos de población del INE. Población de hecho según los censos de población del INE. |

| 1896  | 1901  | 1926  | 1936  | 1954  | 1962  | 1968  | 1975  | 1982  | 1990  | 1999  | 2005  | 2007  | 2008  |
| ----- | ----- | ----- | ----- | ----- | ----- | ----- | ----- | ----- | ----- | ----- | ----- | ----- | ----- |
| 2.000 | 2.368 | 3.172 | 3.667 | 4.194 | 4.109 | 4.204 | 4.083 | 4.311 | 4.762 | 5.003 | 5.143 | 5.161 | 5.341 |

### Economía

#### Evolución de la deuda viva municipal
| Gráfica de evolución de Deuda viva del Ayuntamiento de Pedrera entre 2008 y 2019                                |
| |
| Deuda viva del Ayuntamiento de Pedrera en miles de Euros según datos del Ministerio de Hacienda y Ad. Públicas. |

## Administración
| Partidos políticos en el Ayuntamiento de Pedrera |                                                                                  |         |            |
|                                                  | Partido político                                                                 | % votos | Concejales |
|                                                  | Adelante Andalucía (Podemos, IU-LV , Izquierda Andalucista y Primavera Andaluza) | 54,01%  | 7          |
|                                                  | Partido Socialista Obrero Español (PSOE-A)                                       | 44,13%  | 6          |
|                                                  | Partido Popular (PP)                                                             | 0,92%   | 0          |

| Periodo   | Nombre                                                                              | Partido                                   |
| --------- | ----------------------------------------------------------------------------------- | ----------------------------------------- |
| 1979-1983 | Marcelino Gómez Páez                                                                | [Candidatura Unitaria de los Trabajadores |
| 1983-1987 | José Lucena Ángel hasta 1986, después Antonio Luna Pachón                           | PSOE-A                                    |
| 1987-1991 | Francisco Ramos Gómez                                                               | PSOE-A                                    |
| 1991-1995 | Francisco de Sales Fernández Carrasco, hasta 1993, después Manuel Rodríguez Guillén | PSOE-A [†] IU-LV-CA                       |
| 1995-1999 | Manuel Rodríguez Guillén                                                            | IU-LV-CA                                  |
| 1999-2003 | Francisco Javier Montero Vega                                                       | PSOE-A                                    |
| 2003-2007 | Francisco Javier Montero Vega                                                       | PSOE-A                                    |
| 2007-2011 | Antonio Nogales Monedero                                                            | IU-LV-CA                                  |
| 2011-2015 | Antonio Nogales Monedero                                                            | IU-LV-CA                                  |
| 2015-2019 | Antonio Nogales Monedero                                                            | IU-LV-CA                                  |
| 2019-2023 | Antonio Nogales Monedero                                                            | IU-LV-CA                                  |

## Gastronomía
- Las tortas de manteca en invierno.
- Chorizos y morcillas durante todo el año.
- Aceite de oliva virgen en temporada, a partir del mes de diciembre. En 2006 ganó el premio nacional otorgado por el Ministerio de Agricultura al mejor aceite de España en la variedad de Vírgenes extra frutados verdes-dulces. http://www.sabormediterraneo.com/aceites/cosecha2001.htm#0506.
- Tortillitas de bacalao
- Salmorejo o porra

## Deportes
- CD Pedrera. Con representación en las categorías desde Sénior hasta prebenjamines y femenino. Es el equipo de fútbol más antiguo de la comarca, 50 años de historia cumple este año (2022)
- CD Águilas de Pedrera. Equipo de fútbol sala.
- Club Pedrera Baloncesto. Cuenta con categorías alevín, infantil, cadete, juvenil y sénior, además de femenino.
- Club de Atletismo Trotacaminos.
- Club Pedrera Tenis.
- Club Ciclista Pedrera.
- Club Natacion Pedrera.

Recientemente creado en febrero de 2022 con categorías desde benjamín hasta juniors y absoluto ya cuenta con numerosos nadadores/as con participación en CAMPEONATOS DE ANDALUCIA.

## Fiestas
- Semana Santa. La Semana Santa en Pedrera comienza el Domingo de Ramos con Asociación Cultural Santísimo Cristo de los Niños y Nuestra Señora de la Aurora, vulgo “La Borriquita” actualmente solo realiza estación de penitencia el paso de misterio.

JUEVES SANTO Hermandad y Cofradía de Nazarenos de San Juan Evangelista, Nuestro Padre Jesús Cautivo María Santísima de La Paz y Esperanza y San Blas. Hermandad que data del siglo XVII. Fundada en torno a la imagen del apóstol. San Juan Evangelista es obra de José López Egreja 1966. Su concepción original era portando palma en sus propias andas pero actualmente lo hace con la Virgen. María Santísima de la Paz y Esperanza es obra de Manuel Escamillas en 1992 bendecida y consagrada el día de la Encarnación de 1993. Esta bellísima dolorosa es la imagen mariana por antonomasia del pueblo, en cuánto a calidad artística y devocional. Consta de un rico ajuar, así lo atestigua su corona de plata de ley, la única junto a la que posee la Virgen del Rosario.
La imagen de San Blas Mártir viene a ocupar la devoción perdida de una antigua imagen que se encontraba en la parroquial de San Sebastián y que fuera vendida por un párroco en los años 60 del pasado siglo expoliando bastante patrimonio De la Villa.
Cabe destacar ver prácticamente todo su recorrido pero aún más si cabe la Calle Cuatro de Diciembre por el recogimiento y la Calle San Juan dónde tiene lugar una grandiosa Petalá que organiza un grupo de devotos expresamente para ella. 
- La Fiesta de la Candelaria en honor a la Virgen De La Candelaria, celebrada el 1 de febrero. Se encienden más de 500 hogueras en la localidad. Sobre las 18:30, todas al mismo tiempo, se encienden en Pedrera centenares de hogueras. Los días previos es interesante ver como se acopian, por parte de jóvenes y mayores, las ramas del olivo (su poda sirve de base para las hogueras) y se amontonan en las puertas de las casas.
- Fiesta de San Antonio de Padua, celebrada el 13 de junio. Es la velada en honor del patrón de este pueblo.
- Carnaval de Pedrera, 40 días antes del Domingo de Resurrección). La fiesta más participada de todo el año. La totalidad del pueblo se disfraza en el Entierro de la Sardina (el Miércoles de Ceniza).
- Miércoles de ceniza. Es el momento más importante del carnaval de Pedrera. Fiesta donde todo el mundo se disfraza y se da cita en la plaza de la iglesia.
- Feria de Agosto, celebrada la tercera semana del mismo mes. Típica feria de agosto de Andalucía. Casetas, vino manzanilla o fino, baile por sevillanas, etc.

## Lugares para visitar
- Iglesia parroquial del Señor San Sebastián Mártir.
- Ermita del Santísimo Cristo de la Sangre.
- Ermita de la Virgen del Carmen.
- Fachada de la Casa Hermandad de San Juan Evangelista, realizada en cantería por maestros artesanos con caliza extraída en las canteras de Pedrera.
- Fuente De La Higuera
- El Búho
- Paseo por la Sierra de la Cruz, lugar donde los pedrereños celebran su romería en honor a Don Carnal.
- Colección Museológica De Pedrera
- Paseo por el pueblo, parques y jardines magnifícame te cuidados por los jardineros de este pueblo que hacen un trabajo constante.